# Harald Høffding
Harald Høffding, född 11 mars 1843 i Köpenhamn, Danmark, död 2 juli 1931, var en dansk filosof. Han skrev bland annat Den nyere Filosofis Historie under åren 1894-1895.

## Biografi
Høffding föddes i ett välbärgat köpmanshem, blev student 1861 och teologie kandidat 1865 men hade redan då, efter starka religiösa brytningar, särskilt föranledda av studiet av Søren Kierkegaard övergivit sin ursprungliga plan att bli präst och såg allt klarare filosofin som sitt framtida arbetsfält. År 1870 blev Høffding filosofie doktor med avhandlingen Den antike Opfattelse af Menneskets Vilje. Han anställdes 1880 vid universitetet i Köpenhamn som docent och 1883 som professor, en tjänst han innehade till 1915.  Han blev ledamot av svenska Vetenskapsakademien 1920. Sitt egentliga författarskap inledde Høffding med Psyklogi i Omrids paa Grundlag af Erfaring 1882), vars grundsynpunkt är uppfattningen av medvetenhetslivet som en "syntes", eller samman verksamhet. Ett rikt erfarenhetsstoff är hämtat såväl från det normala själslivets fakta som från psykopatologin och utökat med noggrant valda exempel ur skönlitteraturen. 
År 1887 utkom Høffdings Ethik som till grund lägger "välfärdsprincipen", det vill säga grundsatsen, att de mänskliga handlingarna skall leda till "så stor välfärd och framgång för så många medvetna väsen som möjligt", och i enskildheter tillämpar den på de viktigaste livsförhållandena. Därefter ägnade sig Høffding särskilt åt filosofihistoriska studier, utgav monografier om Søren Kierkegaard (1892) och Immanuel Kant (1893) och slutligen det stora verket Den nyere Filosofis Historie (2 band, 1894-95), där han mot bakgrund av den allmänna bildningshistorien och särskilt erfarenhetsvetenskapens utveckling fylligt, klart och objektiv har framställt de filosofiska problemens historia från renässansens slut till omkring 1800. Den med hans eget författarskap samtida filosofin skildrade han senare i Moderne Filosofer (1904); av hans talrika andra större och mindre arbeten inom filosofins historia märks Danske Filosofer (1909) och två Platonavhandlingar (1920 och 1924).
Efter det stora historieverket ägnade sig Høffding företrädesvis åt religionsfilosofiska och särskilt religionspsykologiska undersökningar och fördes därigenom fram till den i hans Religionsfilosofi (1901) centrala tesen, att den innersta tendensen och bärande kraften i all religion är "en tro på världens bestånd ut över erfarenhetens gränser". Høffdings personliga livsinställning, som till sin tendens närmast kan karakteriseras som en gentemot livets ljusa och mörka, komiska och tragiska sidor hävdad stämning av försonande humor, kommer fylligast och renast till uttryck i Den store Humor (1916). Medelpunkten i Høffdings senaste produktion blev kunskapsteorin, sammanfattande framställd i huvudarbetet Den menneskelige Tanke, dens Former og dens Opgaver (1910), vilket efterföljdes av en rad specialundersökningar, däribland det "filosofiska testamentet" Erkendelsetheoriens og Livsopfattelse (1925) och de av den nyaste fysiken föranledda Bemærkinger om Erkendelsestheoriens nuværende Stilling (1930). För sitt liv redogjorde Høffding i självbiografin Erindringer (1928).
Høffding var en viktig inspirationskälla för den svenske filosofen Hans Larsson och de hade även ett utbyte av idéer.

## Utmärkelser
- Dannebrogsmännens hederstecken,  1901[7]
- Storkors av Dannebrogorden,  1919[7]

[Redigera Wikidata]